# Giants of Science
Giants of Science es un grupo musical australiano de nerd rock originario de Brisbane, Queensland. Fue formado en 1999.

## Discografía

### Álbumes
- Here Is The Punishment (Reverberation/+1 Records)
- The History of Warfare (Rhythm Ace)
- Live At The Troubador (+1 Records)

### Singles y EP
- I've Tried CD Single
- Blueprint For Courageous Action EP
- Sisters EP
- What’s Wrong With You And Why? EP